# Bathyraja peruana
Bathyraja peruana е вид хрущялна риба от семейство Arhynchobatidae.

## Разпространение и местообитание
Видът е разпространен в Еквадор, Перу и Чили.
Среща се на дълбочина около 952.5 m.